# Marcelo Mansilla
Marcelo Adrián Mansilla Iriarte (Montevideo, 10 de marzo de 1981) es un exfutbolista uruguayo Jugaba de lateral derecho y su último equipo fue el Liverpool de la Primera División Profesional de Uruguay. 
Se retiró en 2013 y actualmente es supervisor de seguridad física en Securitas Uruguay

## Clubes
| Club                      | País    | Año       |
| ------------------------- | ------- | --------- |
| Central Español           | Uruguay | 2001-2004 |
| Nacional                  | Uruguay | 2005-2006 |
| Miramar Misiones          | Uruguay | 2007-2008 |
| Universidad César Vallejo | Perú    | 2008-2009 |
| Cerro                     | Uruguay | 2010-2011 |
| Liverpool                 | Uruguay | 2011-2013 |

## Palmarés

### Campeonatos nacionales
| Título                      | Club     | País    | Año     |
| --------------------------- | -------- | ------- | ------- |
| Primera División de Uruguay | Nacional | Uruguay | 2005    |
| Primera División de Uruguay | Nacional | Uruguay | 2005-06 |

- Datos: Q6756589